# فقاعة اقتصادية

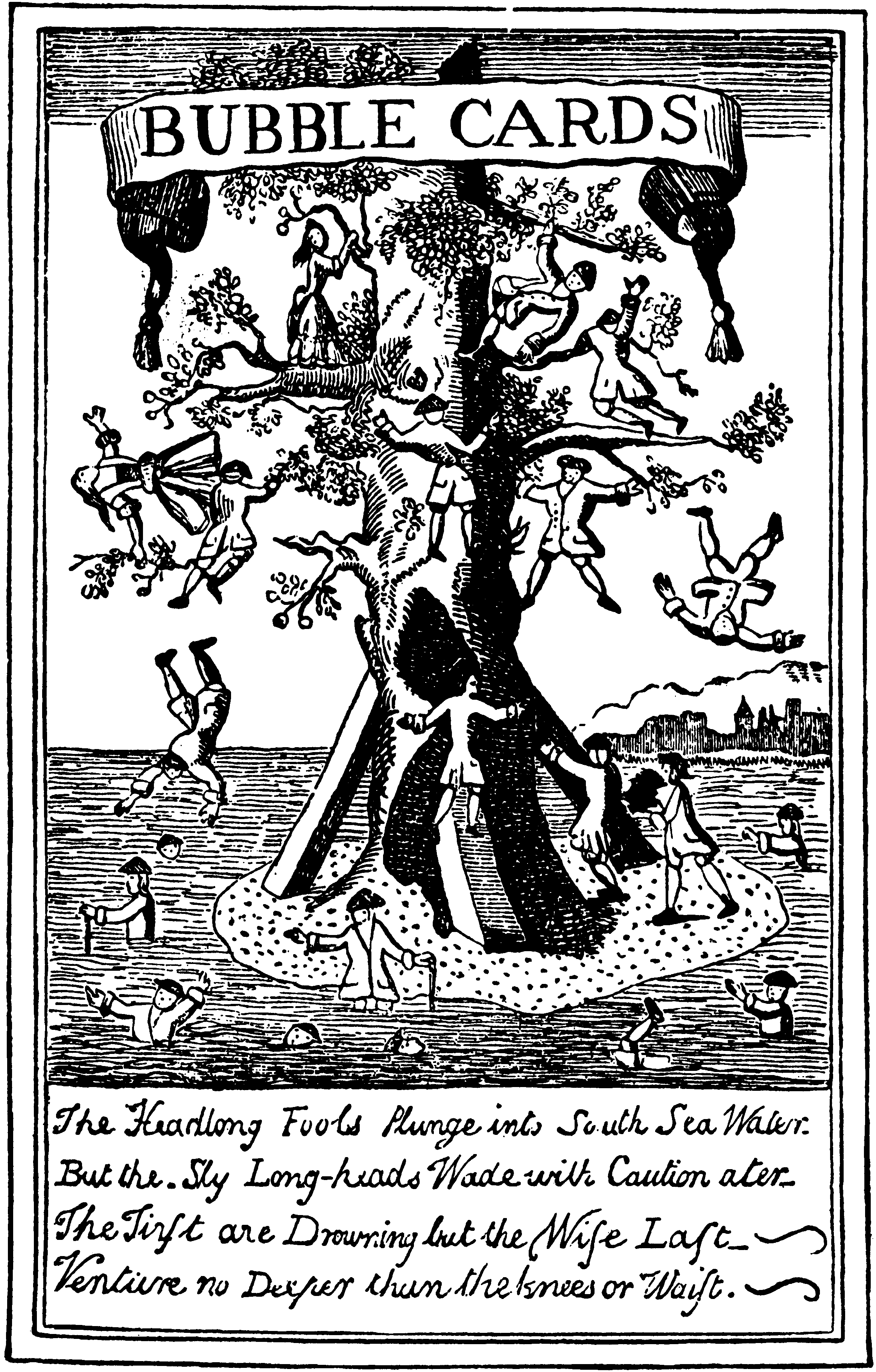

اقتصاد الفقاعة أو اقتصاد البالون (بالإنجليزية: The Bubble Economy) هو وصف لحالة تحدث عندما تتسبب المضاربة على سلعة ما في تزايد سعرها، بطريقة تؤدي لتزايد المضاربة عليها. وقتها يبلغ سعر هذه السلعة مستويات خيالية، في تشبيه انتفاخ البالون، حتى يبلغ مرحلة ما يسمى بانفجار الفقاعة أو البالون (الانهيار) وحدوث هبوط حاد ومفاجئ في سعر هذه السلعة.كذلك يُقصد بهذا التعبير وصف بعض الاقتصادات التي تشهد رواجاً اقتصادياً كبيراً لفترات زمنية محدودة، دون أن تستند إلى قاعدة إنتاجية متينة قادرة على توليد الدخل المنتظم والاستمرار في الرفاهة والرواج على أسس دائمة ومتواصلة.
يُنظر عامة إلى الفقاعات الاقتصادية على أنها ذات تأثير سلبي على حالة الاقتصاد، لأنها تسبب حدوث حالة التوزيع غير العادل للموارد، في اتجاه استخدامات غير مثلى. بالإضافة لذلك، الانهيار الذي يلي الفقاعة الاقتصادية يمكن له أن يدمر ويفني مقداراً كبيراً من الثروات، ويتسبب في حالة من السقم الاقتصادي مثل ما حدث في الكساد العظيم عام 1930 في الولايات المتحدة الأمريكية، وفي اليابان عام 1990.
من ضمن السمات السلبية الأخرى للفقاعات الاقتصادية تتمثل في صورة التأثير السلبي على معدلات انفاق المستهلكين، إذ ينفقون المزيد من الأموال لشراء سلع بأسعار مبالغ فيها، مثل سوق العقارات في إنجلترا وإسبانيا وبعض أجزاء من الولايات المتحدة الأمريكية، إذ ينفق المستهلكون هناك المزيد من الأموال فقط لأنهم يشعرون أنهم أغنى مادياً.
خلال السنوات الأخيرة، ساعد علـى ظهور «الفقاعات الاقتصادية» وتفاقمها في الكثير من البلدان العربيــة، الميل نحو المضاربة في أسواق الأراضي والعقارات وبورصات الأوراق المالية، ما نتج منه حصاد ما يسمى «الأرباح القدرية» "Windfall Profits"، وهي الأرباح التي يتم جنيها من دون جهد مبذول أو إنتاج فعلي ملموس. وترتبط بذلك دورات إنفاق إضافية تؤدي إلى حدوث المزيد من الرواج الاستهلاكي الترفي، الأمر الذي يغذي دورة جديدة من الإنفاق تساهم في ازدهار اقتصاد الفقاعات. في النهاية يؤدي ذلك لتضخم أسعار بعــض الأصول الاقتصادية نتيجة المضاربات المحمومة والتي تؤدي بدورها لحدوث طفرات متوالية في أسعار الأسهم والأراضي والعقارات، دون الاستناد إلى أداء اقتصادي حقيقي.
سبب حدوث مثل هذه الفقاعات محل خلاف كبير، فالبعض يرى أن الفقاعات الاقتصادية ذات صلة وثيقة بالتضخم وبالتالي فأسباب التضخم هي ذات أسباب الفقاعات بدورها. البعض الآخر يرى أن هناك ما يسمى «قيمة أساسية» لأي أصل من الأصول، وأن الفقاعات تمثل الزيادة في القيمة الحالية فوق هذه القيمة الأساسية، وأن القيمة الحالية يجب أن تنخفض في نهاية الأمر إلى القيمة الأساسية.

## أمثلة على حالات الفقاعات الاقتصادية التي حدثت على مر التاريخ
- جنون أزهار التيوليب الهولندية 1637
- شركة البحر الجنوبي 1720
- فقاعة القنوات الإنجليزية
- فقاعة الطرق الحديدية
- فقاعة سوق البناء في فلوريدا 1926
- فقاعة بوسايدون 1970
- فقاعة الإنترنت 2000
- الفقاعة الإسكانية في الولايات المتحدة (أزمة الرهن العقاري) 2007
- فقاعة سوق الأسهم (السعودي) 2006

## وصلات خارجية
- علم الفقاقيع المالية وانفجاراتها